# Gustav Krist
Gustav Krist (ur. 29 lipca 1894, zm. 1937) – austriacki podróżnik, weteran wojenny, sprzedawca dywanów i pisarz.
Jego niekontrolowane podróże, w politycznie zamkniętej i ściśle kontrolowanej rosyjskiej, a następnie sowieckiej Azji Środkowej, stanowią cenne historyczne źródło dokumentujące rzeczywistość muzułmańską regionu do czasu jego sowietyzacji, oraz warunki traktowania jeńców wojennych mocarstw centralnych podczas i po I Wojnie Światowej.

## Wczesne lata
Gustav Krist urodził się w Wiedniu, gdzie skończył edukację. Pracował w Niemczech jako technik zanim został zmobilizowany do Armii Austro-Węgierskiej po wybuchu pierwszej wojny światowej. Na początku wojny w listopadzie 1914 roku, ciężko ranny, został wzięty do niewoli przez Rosjan w rejonie rzeki San, która była naturalną linią obroną armii austriackiej na froncie wschodnim. Był internowany w rosyjskim Turkiestanie przez 5 lat wraz z innymi pojmanymi żołnierzami austriackimi i niemieckimi.

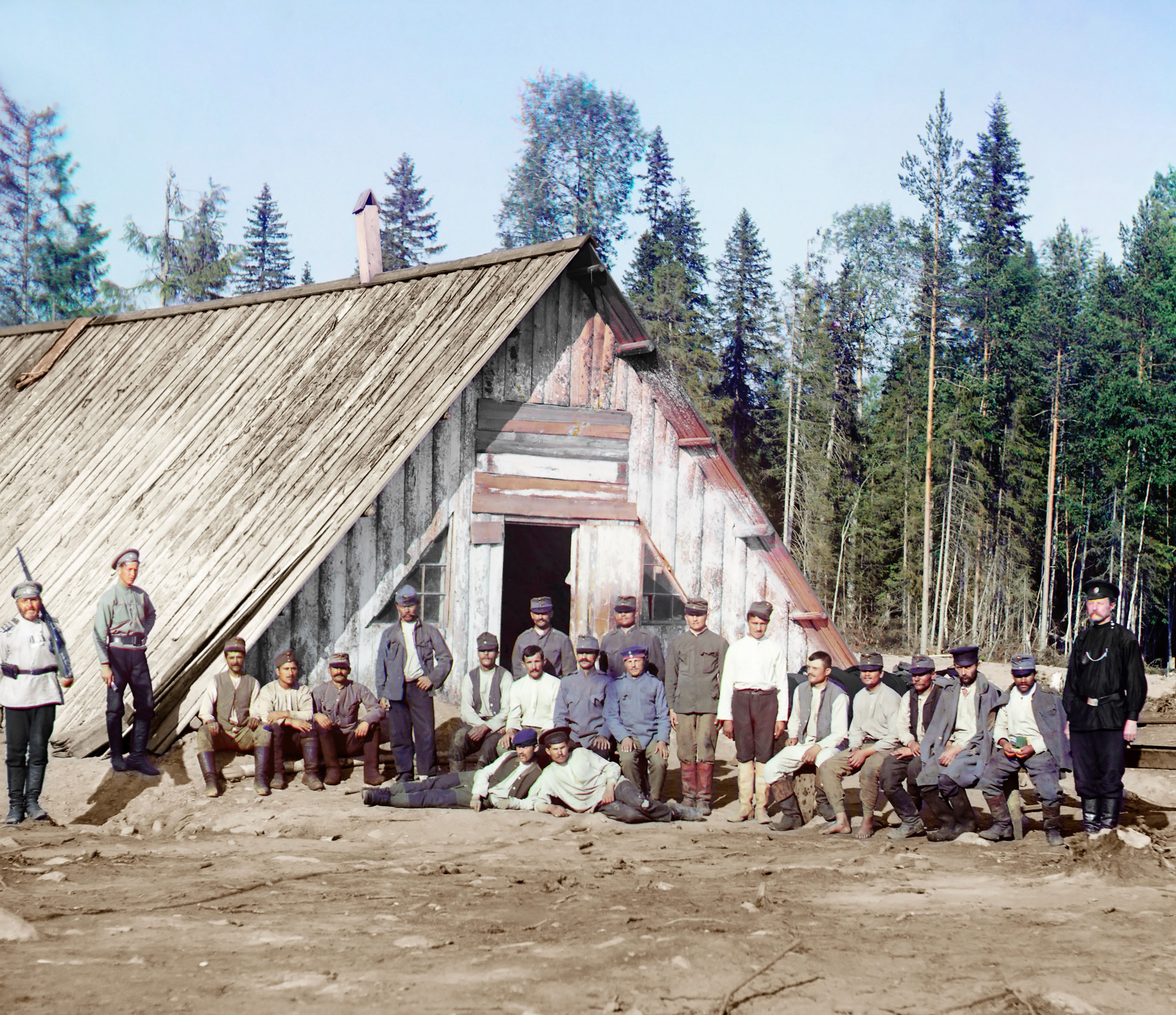
Austro-węgierscy jeńcy wojenni w Rosji. Zdjęcie z 1915, autor: Prokudin-Gorskii

## Internowanie
Po okresie hospitalizacji w Rosji właściwej nastał dla niego najgorszy okres niewoli. Najpierw znalazł się w grupie czterech z 300 osób, które przetrwały transport z Miurczyńska do Saratowa. Następnie tylko dzięki pomocy Elsy Brändström, działającej w Szwedzkim Czerwonym Krzyżu, został uratowany przed egzekucją karną jaka spotkała pozostałych przy życiu jeńców.
Jego pierwszym obozem w Turkiestanie był zlokalizowany w Kаttа-Kurgan, miastem graniczącym z Emiratem Buchary w pobliżu Samarkandy. Mając naturalny dar do języków wziął na siebie rolę tłumacza, bazując na znajomości języka rosyjskiego i mieszance różnych języków azjatyckich, z którymi zaznajomiony był jeszcze przed wojną. Na tej podstawie w czasie swojej ośmioletniej tułaczki mógł zapoznać się z narodami, miejscami i warunkami regionu. Warunki w obozie były bardzo ciężkie. Wielu z jego kolegów zmarło na tyfus, w wyniku pracy przymusowej, głodu lub walcząc po stronie upadającego rządu centralnego. Krist prowadził pamiętnik swoich przeżyć w ciągu całego okresu internowania na opakowaniach po papierosach i ukrywał je w rurze fajki wodnej, aby uniknąć ich konfiskaty. Po rewolucji bolszewickiej region stał się bardzo niebezpieczny i politycznie niestabilny w wyniku działań Białej i Czerwonej Armii, jak i powstańców narodowych z ruchu Basmachi.
Rejon starożytnego jedwabnego szlaku został zamknięty dla cudzoziemców ze względów politycznych w czasie wojny. W 1917 roku Krist przeniósł się do Samarkandy, gdzie znalazł pracę handlując z ludem Sart. Możliwość bezpośrednich rozmów z tubylcami dała mu jasny wgląd w ich sytuację. Jego prace są właśnie wyrazem wnikliwej znajomości różnych kultur i narodów w tym rejonie Azji Środkowej. W ciągu siedemdziesięciu dalszych lat teren ten był rzadko odwiedzany przez zagranicznych niezależnych badaczy, przez co jego zapiski są nieoceniony źródłem informacji na temat charakteru regionu przed sowietyzacją. Krist był zauroczony koczowniczymi ludami regionu, a także islamską architekturą Samarkandy, zwłaszcza kompleksem nekropoli Shah-i-Zinda, co po persku oznacza „Żyjący Król” i ma związek z pochowanym w tym miejscu kuzynem proroka Mahometa, Kusamem ibn Abbasem.

## Próby ucieczki
W 1916 roku Krist uciekł z Kаtty-Kurganu do Tebrizu w Persji, ale nie mógł wrócić do Austrii z powodu warunków w Kurdystanie i brytyjskiej kontroli nad południową Persją. Na trasie ucieczki był jeden raz schwytany, ale udało mu się wydostać z pociągu więziennego i przedostać przez Merv, północny Afganistan, Meszhed do Tabrizu. Tabriz był głównym ośrodkiem produkcji i handlu perskimi dywanami. W mieście tym Krist zaczął handlować wełną i dywanami jednak po krótkim czasie został ponownie schwytany przez Rosjan.
Został wysłany do Fortu Szewczenko, odosobnionego obozu karnego dla więźniów sprawiających wyjątkowe kłopoty, nad Morzem Kaspijskim. Warunki w więzieniu były niezwykle ciężkie, i w końcu po interwencji Czerwonego Krzyża zostało ono zlikwidowane. Krist w tej sytuacji został przeniesiony do Samarkandy, gdzie będąc wciąż więźniem został przydzielony do pracy. Po tym, jak bolszewicy uwolnili jeńców wojennych Krist został pozostawiony swojemu losowi, odnajdując się dobrze w rzeczywistości Azji Centralnej, którą poznał w czasie, gdy był uciekinierem.
Krist podróżował również z delegacjami Czerwonego Krzyża w Turkiestanie i w dość dziwnych okolicznościach wszedł we współpracę z Emirem Buchary pomagając mu zorganizować mennicę kraju, który po rozpadzie Rosyjskiego Imperium starał się odzyskać pełną niepodległość. To przedsięwzięcie okazało się nietrwałe kiedy Krist został wygnany z miasta przez konserwatywnych przywódców religijnych. Inną przyczyną był też atak sowiecki na emirat. Krist był w stanie jeszcze zwiedzić Bucharę i Cytadelę Ark zanim została zniszczona. Miasto zostało zdobyte przez Sowietów pod wodzą Michaiła Frunze we wrześniu 1920 roku. Cztery dni walk zamieniły większość miasta w ruiny. Krist doradził również Emirowi wybudowanie tajnej bazy w Duszanbe w Tadżykistanie przy pomocy austriackich inżynierów. To miejsce również zostało zbombardowane i Krist zwiedzając miasto oglądał już tylko ruiny.

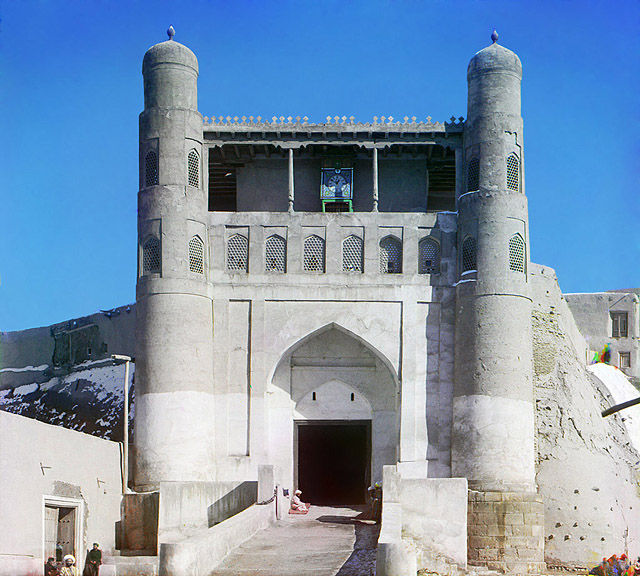
Wejście do twierdzy Arc.

Lokalna rada robotnicza w Turkiestanie obiecała pociąg, który miał wywieźć byłych jeńców wojennych z Rosji do domu w zamian za pomoc w rozbrojeniu zbuntowanych żołnierzy bolszewickich w Samarkandzie. Krist, jako podoficer, wyruszył na czele oddziału austriackich jeńców wojennych w celu ich rozbrojenia. Po wykonaniu zadania Austriacy przyrzeczenie zostało zerwane, a Krist w istocie był już wcześniej skazany na karę śmierci za działalność kontrrewolucyjną. Na szczęście kara śmierci została zastąpiona na trzy miesiące pozbawienia wolności w ostatniej chwili, dając czas, aby zaaranżować ułaskawienie. Krist i pozostali jeńcy zostali przesiedleni w końcu 1921 roku do krajów Bałtyckich i Niemiec

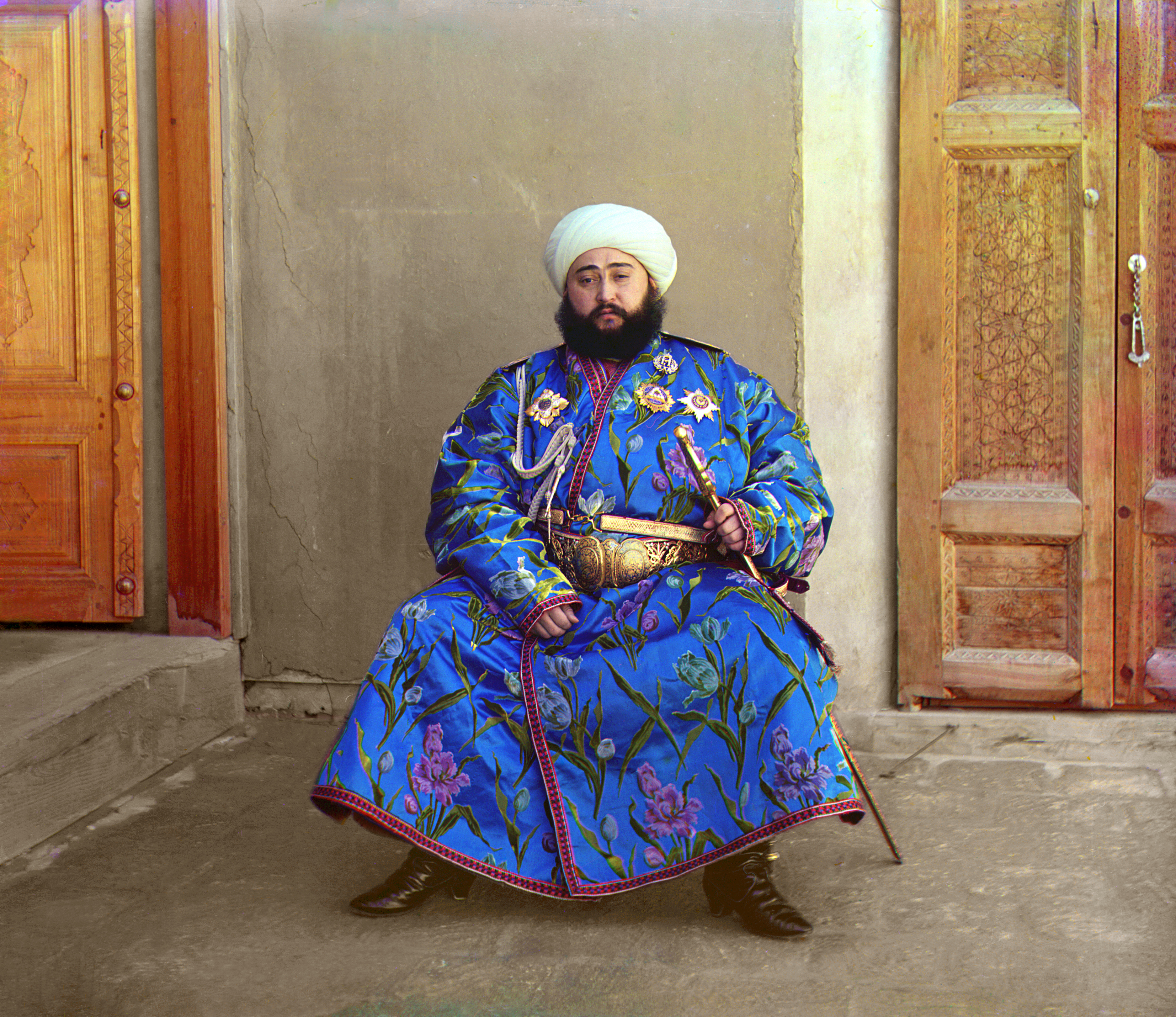
Alim Khan, Emir Buchary, sfotografował Prokudin-Gorskii w 1911 roku.

## Powrót przygód
Po krótkim powrocie do Wiednia, w 1922 roku Krist pojawił się ponownie w Tebrizie w Persji, aby pracować w ciągu kolejnych dwóch lat jako sprzedawca dywanów, podróżując po Persji. Z czasem nawykł do tego i nie mógł w pełni zaspokoić w ten sposób swojej pasji do podróżowania. Przypadkowe spotkanie z przedstawicielem jednego z tureckich plemion w 1924 roku doprowadziło go do nieoficjalnego wkroczenia na terytorium ZSRR, którego kontrola graniczna w tej części była wzmożona.
Podróże bez dokumentów po ZSRR były niemożliwe. Krist powiedział później, że „wolałby odwiedzić diabła i jego teściową w piekle” niż próbować podróżować bez nich. W ZSRR używał dokumentów naturalizowanego w ZSRR byłego więźnia, którego poznał w Turkmenistanie, i wymyślił plan skutecznego przekonania władz, że jest uzbeckim geologiem z Samarkandy. Plan ten pozwolił mu zwiedzić bez przeszkód górskie obszary na wschodzie.
Przemierzał pustynne obszary Kara-Kum do rzeki Amu-darii. Będąc uważnym obserwatorem i rozmówcą trafił w mieście Deh-i-Nau na oficera GPU, który był świadkiem śmierci Envera-Paszy. Po ponownej wizycie w Bucharze, Samarkandzie i Taszkencie przeszedł kotlinę Fergańską. Tam zetknął się z Kirgizami, z którymi wędrował podczas ich ostatniej corocznej migracji na Pamirze, zanim wojska radzieckie zmusiły ich do osiedlenia w kołchozach. Dalej idąc trasą wiodącą przez dzisiejszy Tadżykistan udał się do granicy perskiej. kończąc w ten sposób swoją wędrówkę.

## Ostatnie lata
W 1926 roku powrócił na stałe do Wiednia, gdzie był redaktorem miesięcznika Die Teppichborse, pisma związanego z branżą handlu dywanami. W wolny czasie i poprzez zachęty rzadkich wizyt byłych kolegów, stworzył swój wojenny pamiętnik „Pascholl plenny!” (dosłownie ‘ruszać się, więzień’). W 1936 roku rękopis pamiętnika został przyjęty przez wydawcę, a to doprowadziło go do napisania kolejnej opowieści o przygodzie z lat 1924–1925 opublikowanej później jako Allein durchs verbotene Land: Fahrtenin Zentralasien (Samotnie przez zakazany kraj). Zmarł w 1937 roku z powodu powikłań po ranach jakie odniósł w czasie wojny.

### Inne źródła informacji
- Reader’s Union magazine. “Readers’ News” No. 20 (April 1939): Travel Special.
- Bailey, F.M. Mission to Tashkent (London: Jonathan Cape, 1946)
- Hopkirk, Peter. Setting the East Ablaze: Lenin’s Dream of an Empire in Asia. (London: Kodansha International, 1984).